# Саннохе (посёлок)
Саннохе (яп. 三戸町 Саннохэ-мати) — посёлок в Японии, находящийся в уезде Саннохе префектуры Аомори. Площадь посёлка составляет 151,55 км², население — 11 159 человек (1 августа 2014), плотность населения — 73,63 чел./км².

## Географическое положение
Посёлок расположен на острове Хонсю в префектуре Аомори региона Тохоку. С ним граничат города Кадзуно, Нинохе, посёлки Намбу, Такко и село Синго.

## Население
Население посёлка составляет 11 159 человек (1 августа 2014), а плотность — 73,63 чел./км². Изменение численности населения с 1980 по 2005 годы:
| 1980 | 15 606 чел. |  |
| 1985 | 15 200 чел. |  |
| 1990 | 14 440 чел. |  |
| 1995 | 13 740 чел. |  |
| 2000 | 13 223 чел. |  |
| 2005 | 12 261 чел. |  |

## Символика
Деревом посёлка считается Paulownia tomentosa, цветком — адонис амурский, птицей — обыкновенная сплюшка.